# Мирослав Жикић
Мирослав Жикић (Берлин, 1. март 1982) српски је манекен, фото-модел и фитнес тренер.
Широј јавности познат је као модел у спотовима многих познатих личности.

## Биографија
Рођен је 1. марта 1982. године у Берлину у Немачкој. Као младић, у жељи да скине вишак килограма, улази у свет фитнеса. Био је два пута вице шампион света у фитнес модел категорији као репрезентативац Србије, вице шампион Европе, првак Балкана и вишеструки првак Србије. Данас је сертификовани фитнес тренер.
У свет моделинга улази 2012. године, тако што је отпочео сарадњу са српским модним фотографом Дејаном Милићевићем.  Његов изглед допао се и многим модним стручњацима, режисерима и модним брендовима. Краси фотографије разних модних кампања, глуми у спотовима познатих личности, али и носи најновије креације различитих модних дизајнера. Учествовао је на Берлинској недељи моде. Остварио је сарадњу са холивудским режисером и глумцем Дејмијаном Чапом.